# 이호촌
이호촌(伊保村)은 효고현 인나미군에 설치되었던 촌이다. 현재의 다카사고시에 해당한다.